# Dick Duff
Terrence Richard „Dick“ Duff (* 18. Februar 1936 in Kirkland Lake, Ontario) ist ein ehemaliger kanadischer Eishockeyspieler und -trainer, der von 1954 bis 1972 für die Toronto Maple Leafs, New York Rangers, Montréal Canadiens, Los Angeles Kings und Buffalo Sabres in der National Hockey League spielte.

## Karriere
Dick Duff begann seine Karriere als Eishockeyspieler bei den Toronto St. Michael’s Majors, für die er von 1952 bis 1955 in der Ontario Hockey Association aktiv war. Anschließend wurde er von den Toronto Maple Leafs verpflichtet, für die er die nächsten neun Jahre in der National Hockey League spielte und mit denen er in den Jahren 1962 und 1963 zweimal den prestigeträchtigen Stanley Cup gewann. Am 22. Februar 1964 wurde Duff zusammen mit Arnie Brown, Bob Nevin, Bill Collins und Rod Seiling im Tausch für Andy Bathgate und Don McKenney an die New York Rangers abgegeben, die er jedoch bereits am Jahresende wieder verlassen musste, nachdem die Rangers den Kanadier zu den Montréal Canadiens transferierten, mit denen er in den folgenden fünf Jahren gleich viermal den Stanley Cup gewinnen konnte. Nach knapp einem Jahr bei den Los Angeles Kings wechselte Duff im November 1970 erneut den Verein und schloss sich den Buffalo Sabres an, bei denen er nach der Saison 1971/72 seine Karriere als Spieler beendete.
Im Anschluss an seine Spielerkarriere kehrte Duff zu den Toronto Maple Leafs zurück und arbeitete zunächst als Scout, schließlich von 1979 bis 1981 als Assistenztrainer der NHL-Mannschaft und zwischenzeitlich für zwei Spiele der Saison 1979/80 sogar als Cheftrainer der Maple Leafs.
Am 13. November 2006 wurde Duff, der sechs Stanley Cups mit den Toronto Maple Leafs und den Montréal Canadiens gewann sowie siebenmal am NHL All-Star Game teilnahm, in die Hockey Hall of Fame aufgenommen.

## Erfolge und Auszeichnungen
| - 1956 Teilnahme am NHL All-Star Game - 1957 Teilnahme am NHL All-Star Game - 1958 Teilnahme am NHL All-Star Game - 1962 Teilnahme am NHL All-Star Game - 1962 Stanley-Cup-Gewinn mit den Toronto Maple Leafs - 1963 Teilnahme am NHL All-Star Game - 1963 Stanley-Cup-Gewinn mit den Toronto Maple Leafs | - 1965 Teilnahme am NHL All-Star Game - 1965 Stanley-Cup-Gewinn mit den Montréal Canadiens - 1966 Stanley-Cup-Gewinn mit den Montréal Canadiens - 1967 Teilnahme am NHL All-Star Game - 1968 Stanley-Cup-Gewinn mit den Montréal Canadiens - 1969 Stanley-Cup-Gewinn mit den Montréal Canadiens |